# Ariel Sosa
Ariel Sosa (Montevideo, 1 de octubre de 1962-Montevideo, 24 de septiembre de 2021), conocido popularmente como Pinocho Sosa, fue un director de carnaval, cantante, murguista y parodista uruguayo.

## Biografía
Formó parte del grupo uruguayo Karibe con K, donde cantó la canción ¨Y Apareciste Tu¨. Debutó en murgas de la mano de Curtidores de hongos en 1981, y en 1989 salió en Araca la Cana. En 1982 formó parte de parodistas los Charoles y en 1993 formó parte de Los Gaby's. En 2002 volvió a presentar a los parodistas Zíngaros que bajo su dirección fueron ganadores del Carnaval de Uruguay en nueve oportunidades dentro de su categoría. Estuvo en la primera consagración de Momosapiens, salió en Crazy's y fue fundador de Nazarenos.
En 2018 fue sancionado con tres años de suspensión por los Directores Asociados de Espectáculos Carnavalescos Populares del Uruguay (Daecpu), pero eso no lo impidió presentarse al concurso.
En 2019, la agrupación de parodistas que él fundó Zíngaros fue condenado en la justicia por plagio, tras una demanda del escritor Diego Fischer por una parodia sobre la vida de Juana de Ibarbourou que el conjunto interpretó en 2016 . Fischer realiza una denuncia por violación de derechos de autor, y  denunció a Sosa, y al libretista Marcelo Vilariño, acusándolos de tomar fragmentos de su libro Al encuentro de las tres Marías.
En 2019 fue diagnosticado con cáncer.

### Fallecimiento
En 2021 debió ser hospitalizado a causa de un deterioro de su salud. Falleció el 24 de septiembre a los 58 años, debido al cáncer que sufrió.

## Premios
- 1987, 1993, 1995 y 1998, Figura de parodistas.
- 1994, 1999, 2001 y 2008, Figura máxima.
- 2010, Premio Figura de oro del Carnaval de Uruguay.